# موجة مورتن
موجة مورتن في علم الفلك (بالإنجليزية:Moreton wave) موجة صدمية كبيرة تحدث في الغلاف الضوئي للشمس وتمتد إلى الهالة الشمسية. توصف بأنها نوع من «تسونامي» الشمس.
تنشأ تلك الموجات التصادمية من الانفجارات الشنسية. وقد سميت تلك الموجات الصدمية باسم عالم الفلك الأمريكي «جايل مورتن» الذي اكتشفها عندما كان يعمل في مرصد لوكهيد للشمس في كاليفورنيا وكان ذلك في عام 1959 .

وقد اكتشفها بتصوير متقطع زمنيا للغلاف الضوئي للشمس (سطح الشمس) لخط طيف بالمر-ألفا.
واستمر رصدها لعدة عقود إلى أن أرسل القمر الصناعي سوهو (مسبار شمسي) إلى الفضاء لرصد موجات الهالة التي تتسبب في حدوث موجات مورتن. وأصبحت موجات مورتن تهم ابحث العلمي ثانيا. واكتشف تلسكوب سوهو الذي يصور الأشعة فوق البنفسجية المسمى EIT نوعا آخرا من الموجات على الشمس سميت «موجات EIT»، 'EIT waves'.

واتضح أن موجات مورتن هي في الحقيقة «حركة هيدرومغناطيسية» سريعة fast-mode Magnetohydrodynamics
وتأكدنا من ذلك من خلال قياسات مسباري ستيريو الفضائييين. فقد شاهدا موجة تصل إلى ارتفاع 100.000 كيلومتر من البلازما تنفضها مجالات مغناطيسية هائلة، تجعل البلازما تتحرك بسرعة تصل إلى نحو 250 كيلومتر في الثانية مقترنة انبعاث كتلي إكليلي، وكان ذلك في فبراير 2009.

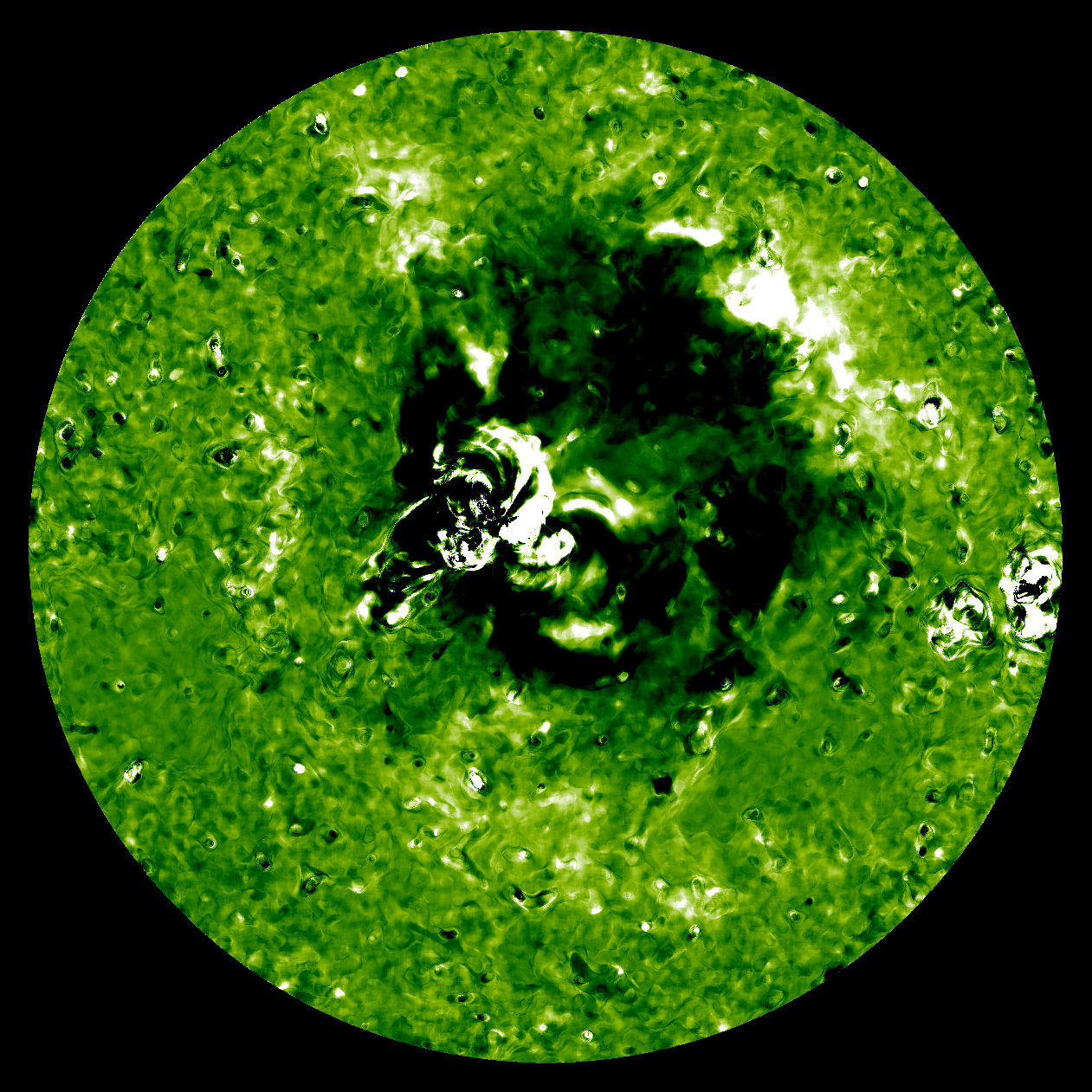
تسونامي شمسي.

نحن نعرف الآن أن موجات مورتن تصل سرعتها بين 500 - 1500 كيلومتر في الثانية. وقد فسر العالم الفلكي الياباني قياسات مسباري ستيريو بأنها موجات هيدرومغناطيسية تصادمية سريعة MHD fast mode shock waves تحدث في الهالة الشمسية.
وهو يعزيها إلى انفجارات راديوية من النوع II التي هي موجات راديوية تنشأ عندما تسرّع انبعاثات كتلية إكيلية الموجات التصادمية.

ترصد موجات مورتن بصفة خاصة بتتبع خط طيف بالمر-ألفا.

## وصلة خارجية
- "Have you ever heard the Sun?" - many recordings (MP3 format) of solar radio emissions including a solar flare shockfront.

## اقرأ أيضا
- لفظ كتلي إكليلي
- انفجار شمسي
- رياح شمسية
- الهالة الشمسية
- رذاذ متوهج
- وهج الشمس
- شمس
- فيض راديوي شمسي